# Filmen
Filmen (później Kinobladet) – duńskie czasopismo branżowe związane z przemysłem filmowym.
Publikowane było w latach 1912−1926. Wychodziło co dwa tygodnie. Założone zostało przez firmę dystrybucyjną Kinografen. Od 1913 r. jego redaktorami byli Jens Locher oraz Vilhelm Glückstadt (od 1916 wyłącznie Locher). W 1918 r. zmieniło nazwę na "Kinobladet".
Czasopismo publikowało ogłoszenia, wieści z branży oraz artykuły o filmie.